# Leiometopon simyrides
Leiometopon simyrides är en fjärilsart som beskrevs av Otto Staudinger 1888. Leiometopon simyrides ingår i släktet Leiometopon och familjen nattflyn. Inga underarter finns listade i Catalogue of Life.